# Musée du train miniature de Sint Nicolaas
Le musée du train miniature est un musée privé, ouvert en 2001, situé à Sint Nicolaas, à Aruba. Il couvre l'histoire ferroviaire de 1875 à nos jours.

## Collections
Le musée du train miniature se trouve au rez-de-chaussée d'une résidence privée et comprend des trains miniatures en provenance d'Angleterre, d'Allemagne, des États-Unis et du Canada, ainsi que de nombreux modèles d'avions et d'automobiles.